# Darby Crash
Darby Crash, seudónimo de Jan Paul Beahm (Los Ángeles, California, 26 de septiembre de 1958 - Hollywood, California, 7 de diciembre de 1980) fue un cantante estadounidense, conocido por ser el líder de la banda pionera del punk Germs. Beahm formó la banda junto con Pat Smear (guitarra), Lorna Doom (bajo) y Don Bolles (batería). Germs editó solo un disco de estudio, en 1979, titulado (GI).
Crash ha llegado a ser venerado como un compositor único y talentoso. Sus influencias literarias, musicales y filosóficas variaban desde Friederich Nietzsche a David Bowie, y de Charles Manson a Adolf Hitler. Sus composiciones resultaron inusualmente prolijas e impresionistas en el ámbito del punk rock de la época. El establecimiento inmediato de Crash y su banda fue un punto y aparte de la mayoría de otros grupos de punk de Los Ángeles que surgieron a finales de la década de 1970.
Lastrados por el empeoramiento de la adicción a la heroína de Crash y las actuaciones que a menudo terminaban anticipadamente debido a enfrentamientos violentos entre la audiencia y la policía de Los Ángeles , Germs se desintegró en abril de 1980, y su último espectáculo fue el 26 de abril en el Fleetwood en Redondo Beach.
Crash viajó a Gran Bretaña, donde conoció la música de Adam and the Ants, adoptó un nuevo look inspirado en Adam Ant que incluía un mohawk y aumentó considerablemente de peso. A su regreso a los EE. UU., formó Darby Crash Band, la cual duró muy poco. El baterista de Circle Jerks, Lucky Lehrer, se unió al conjunto en la víspera de su primera actuación después de que Crash echara al baterista con el que habían ensayado durante la prueba de sonido y convenció a Pat Smear para que actuara como el guitarrista del grupo. Posteriormente Smear describió la banda como «como The Germs, pero con peores músicos».
El 3 de diciembre de 1980, fue la última actuación de los Germs juntos, incluido el baterista Don Bolles.
Crash se suicidó el 7 de diciembre de 1980, a los 22 años, de una sobredosis intencional de heroína, en una casa del distrito de Fairfax de Los Ángeles. Según la revista SPIN , la tradición apócrifa le muestra intentando escribir «Here Lies Darby Crash» (aquí yace Darby Crash) en la pared mientras yacía moribundo, pero sin terminar. En realidad, escribió una breve nota al bajista de Darby Crash Band, David «Bosco» Danford, que decía: «Mi vida, mi piel, mi amor va para Bosco». Su amiga Casey Cola Hopkins estaba con él esa noche, en casa de su madre. Se suponía que Casey iba a morir con él esa noche como parte de un supuesto pacto de suicidio, pero terminó sobreviviendo. Crash está enterrado en el cementerio de Holy Cross en Culver City.
Su muerte fue eclipsada en los medios de comunicación de la época en gran medida por la muerte de John Lennon, asesinado por Mark David Chapman en Nueva York solo un unas pocas horas después de su suicidio, en la madrugada del 8 de diciembre.
En los años siguientes transcurridos desde su suicidio, Crash y The Germs han alcanzado el estatus de leyenda entre los aficionados al punk rock y músicos por igual, así como desde el rock alternativo y la comunidad musical underground en general.